# Incisioni di Orfeo ed Euridice (Gluck)

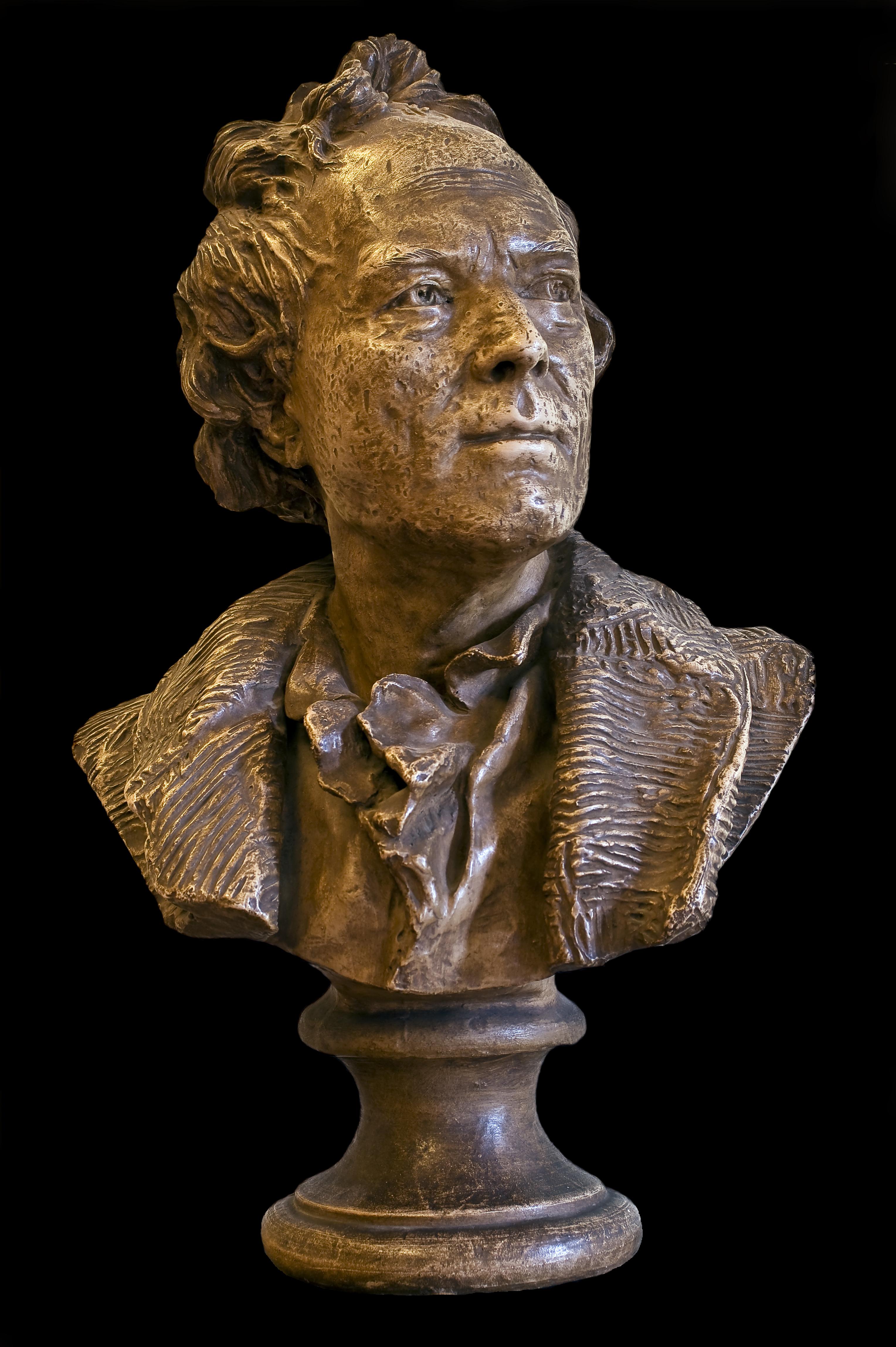
Busto di C.W. Gluck
(di Jean-Antoine Houdon)

Il repertorio delle incisioni audio e video dell'Orfeo ed Euridice di Christoph Willibald Gluck, che è riprodotto di seguito, si basa essenzialmente sulla ricerca condotta da Giuseppe Rossi e pubblicata nel programma di sala per le rappresentazioni dell'opera al 70º Maggio Musicale Fiorentino, nel 2007, sotto il titolo: "Discografia - Cristoph Willibald Gluck - Orfeo ed Euridice (Orphée et Eurydice)". Come momento di confronto e di integrazione, sono stati utilizzati soprattutto i dati collazionati da Matteo Marazzi e pubblicati sul sito on-line Opera Disc ("Backstage: La discografia di Orfeo e Euridice").
Il repertorio, che riporta, come sezione conclusiva, soltanto le più significative tra le registrazioni non complete, dovrebbe invece comprendere tutte le edizioni complete registrate in studio e gran parte di quelle riprese dal vivo, e comunque, tra queste ultime, quelle ritenute dalla critica di più rilevante interesse. Per ciascuna voce è riportata, oltre alla lingua utilizzata, la versione (o edizione) storica di riferimento, anche se molto spesso tale versione di riferimento non è stata in effetti eseguita integralmente o è stata contaminata con soluzioni tratte da edizioni diverse (o addirittura ricostruite ex novo per l'occasione). Nei casi più significativi, tali commistioni sono state specificamente descritte in nota. Per le registrazioni in cui la commistione delle varie edizioni raggiunge i livelli più elevati, tanto da divenire quasi "inestricabile", per usare la definizione riferita da Elvio Giudici alla registrazione diretta da Georg Solti, si è preferito non fare riferimento (che sarebbe improprio) a questa o a quell'edizione, e si è utilizzato, convenzionalmente, il termine descrittivo di «pasticcio», che si rifà ad un genere operistico molto praticato in epoca barocca e per tutto il '700, e che non sottintende quindi, nel modo più assoluto, alcun giudizio di valore.

## Registrazioni audio integrali
| dati sulla registrazione                                                           | edizione/lingua             | direttore            | interpreti (nell'ordine): Orfeo/Euridice/Amore/Ombra beata               | complessi                                                                 |
| ---------------------------------------------------------------------------------- | --------------------------- | -------------------- | ------------------------------------------------------------------------ | ------------------------------------------------------------------------- |
| 1940 – Walhall CD                                                                  | Ricordi/italiano            | Erich Leinsdorf      | Kerstin Thorborg, Jarmila Novotna, Marita Farell, Annamary Dickey        | Orchestra e Coro del Metropolitan Opera di New York                       |
| 1950 - Melodija LP/Dante CD                                                        | Parigi (1774)/ russo        | Samuel Samosud       | Ivan Kozlovskij, Elizaveta Šumskaja, Galina Sakharova                    | Orchestra e Coro della Radio di Mosca                                     |
| 1951 - EMI LP/Verona, EMI CD                                                       | Ricordi/italiano            | Charles Bruck        | Kathleen Ferrier, Greet Koeman, Nel Duval                                | Orchestra e Coro della Nederlandse Opera                                  |
| 1951 – Palladio LP/Urania, Walhall CD                                              | Ricordi/italiano            | Wilhelm Furtwängler  | Fedora Barbieri, Magda Gabory, Hilde Güden                               | Orchestra e Coro del Teatro alla Scala                                    |
| 1952 – Urania, BASF, Nixa, Bellaphon Acanta LP/Dante, Preisetr, Cantus Classics CD | Dörffel/tedesco             | Arthur Rother        | Margarete Klose, Erna Berger, Rita Streich, Fia Fleig                    | Orchestra e Coro della Städtische Oper di Berlino                         |
| 1953 – Walhall CD                                                                  | Dörffel/tedesco             | Michael Gielen       | Hilde Rössel-Majdan, Sena Jurinac, Emmy Loose                            | Orchestra della Radio (ORF) di Vienna e Coro della Wiener Staatsoper      |
| 1954 – Musical Masterpiece Society / G.I.D.D.                                      | Parigi (1774)/ francese (?) | Nicholas Goldshmidt  | Léon Combé, Corie Bijster, Annette de la Bije                            | Orchestra Filarmonica e Coro Olandese                                     |
| 1955 – Opera Melodram LP/GDS Records CD                                            | Ricordi/italiano            | Pierre Monteux       | Risë Stevens, Hilde Güden, Laurel Hurley, Shakeh Varttenissian           | Orchestra e Coro del Metropolitan Opera di New York                       |
| 1955 - Pathé, Columbia, EMI LP                                                     | Parigi (1774)/ francese     | Louis de Froment     | Nicolai Gedda, Janine Micheau, Liliane Berton                            | Orchestra della Société des Concerts e Cori del Conservatorio di Parigi   |
| 1956 - Philips CD                                                                  | Parigi (1774)/ francese     | Hans Rosbaud         | Léopold Simoneau, Suzanne Danco, Pierette Alaire                         | Association des Concerts Lamoureux e Ensemble Vocal “Roger Blanchard”     |
| 1956 – Eklipse CD                                                                  | Ricordi/italiano            | Antonio Pedrotti     | Ebe Stignani, Ester Orel, Bruna Rizzoli                                  | Orchestra e Coro della RAI di Milano                                      |
| 1956 – DG CD                                                                       | pasticcio/ tedesco          | Ferenc Fricsay       | Dietrich Fischer-Dieskau, Maria Stader, Rita Streich                     | Orchestra sinfonica e coro della Radio di Berlino; Berliner Mottettenchor |
| 1957 – RCA CD                                                                      | Ricordi/italiano            | Pierre Monteux       | Risë Stevens, Lisa Della Casa, Roberta Peters                            | Orchestra e Coro dell'Opera di Roma                                       |
| 1958 – Omega Opera Archive CD                                                      | Ricordi/italiano            | Max Rudolf           | Risë Stevens, Lucine Amara, Emilia Cundari                               | Orchestra e Coro del Metropolitan Opera                                   |
| 1959 - Opera d'oro, DG CD                                                          | Dörffel/italiano            | Herbert von Karajan  | Giulietta Simionato, Sena Jurinac, Graziella Sciutti                     | Wiener Philharmoniker – Coro della Wiener Staatsoper                      |
| 1962 – Omega Opera Archive CD                                                      | Ricordi/italiano            | Jean Morel           | Kerstin Meyer, Lucine Amara, Anneliese Rothenberger                      | Orchestra e Coro del Metropolitan Opera                                   |
| 1964 - Orfeo CD                                                                    | Vienna (1762)/ italiano     | Ferdinand Leitner    | Dietrich Fischer-Dieskau, Elisabeth Söderström, Ruth-Margret Pütz        | Cappella Coloniensis e Kölner Rundfunkchor                                |
| 1965 - RCA CD                                                                      | Ricordi/italiano            | Renato Fasano        | Shirley Verrett, Anna Moffo, Judith Raskin                               | Orchestra “I Virtuosi di Roma” – Coro polifonico di Roma                  |
| 1966 – Vanguard CD                                                                 | Vienna (1762)/ italiano     | Charles Mackerras    | Maureen Forrester, Teresa Stich-Randall, Hanny Staffek                   | Orchestra della Wiener Staatsoper e Wiener Akademiechor,                  |
| 1966 – EMI LP/Berlin Classics CD                                                   | Vienna (1762)/ italiano     | Václav Neumann       | Grace Bumbry, Anneliese Rothenberger, Ruth-Margret Pütz                  | Gewandhausorchester Leipzig e Rundfunkchor di Lipsia                      |
| 1967 – DG CD                                                                       | Vienna (1762)/ italiano     | Karl Richter         | Dietrich Fischer-Dieskau, Gundula Janowitz, Edda Moser                   | Orchestra e Coro Bach di Monaco di Baviera                                |
| 1969 - Decca CD                                                                    | pasticcio/italiano          | Georg Solti          | Marilyn Horne, Pilar Lorengar, Helen Donath                              | Orchestra e Coro della Royal Opera House, Covent Garden                   |
| 1970 - Opera d'oro CD                                                              | Vienna (1762)/ italiano     | Seiji Ozawa          | Shirley Verrett, Antonietta Stella, Mariella Adani                       | Orchestra e Coro della RAI di Torino                                      |
| 1971 – Movimento Musica LP/Bensar The Opera Lovers CD                              | (?)/italiano                | Richard Bonynge      | Grace Bumbry, Gabriella Tucci, Roberta Peters                            | Orchestra e Coro del Metropolitan Opera                                   |
| 1975 - Gala CD                                                                     | (?) /italiano               | Hans Vonk            | Huguette Tourangeau, Catherine Malfitano, Barbara Hendricks              | Residentieorkest dell'Aia e Nederlands Kamerkoor Amsterdam                |
| 1979 - Hungaroton LP/(Laserlight CD                                                | Vienna (1762) italiano      | Ervin Lukács         | Júlia Hamari, Veronika Kincses, Mária Zempléni                           | Orchestra e coro dell'Opera Nazionale Ungherese                           |
| 1981 - EMI CD                                                                      | Vienna (1762)/ italiano     | Riccardo Muti        | Agnes Baltsa, Margaret Marshall, Edita Gruberová                         | Philharmonia Orchestra e Ambrosian Opera Chorus di Londra                 |
| 1981 - Accent CD                                                                   | Vienna (1762)/ italiano     | Sigiswald Kuijken    | René Jacobs, Marjanne Kwecksilber, Magdalena Falewicz                    | La Petite Bande di Lovanio e Collegium Vocale di Gand                     |
| 1982 - Erato CD e Music&Arts CD                                                    | Ricordi/italiano)           | Raymond Leppard      | Janet Baker, Elisabeth Speiser, Elizabeth Gale                           | The London Philharmonic e Coro del Glyndebourne Festival                  |
| 1982 - Vipro, Metronome, Philips, Adès LP                                          | Dörffel/italiano            | Heinz Panzer         | Peter Hofmann, Julia Conwell, Allan Bergius                              | Philharmonisches Orchester Köln e Chor des Dortmunder Musikvereins        |
| 1986 - Eurodisc, RCA CD                                                            | Vienna (1762)/ italiano     | Leopold Hager        | Marjana Lipovšek, Lucia Popp, Julie Kaufmann                             | Münchner Rundfunkorchester e Chor des Bayerischen Rundfunks               |
| 1988 - Capriccio CD                                                                | Vienna (1762)/ italiano     | Hartmut Haenchen     | Jochen Kowalski, Dagmar Schellenberger, Christian Fliegner               | Orchestra da camera "Carl Philipp Emanuel Bach"e Rundfunkchor Berlin      |
| 1989 – EMI CD                                                                      | Berlioz/francese            | John Eliot Gardiner  | Anne Sofie von Otter, Barbara Hendricks, Brigitte Fournier               | Orchestra dell’Opéra de Lyon e Monteverdi Choir                           |
| 1991 – Sony CD                                                                     | Vienna (1762)/ italiano     | Frieder Bernius      | Michael Chance, Nancy Argenta, Stefan Beckerbauer                        | Tafelmusik Baroque Orchestra e Kammerchor di Stoccarda                    |
| 1991 – Sonpact CD                                                                  | Vienna (1762) italiano      | Joseph Lamarca       | Alain Aubin, Claudine Cheriez, Isabelle Lopez                            | Orchestra da Camera e Coro di Aix-en-Provence                             |
| 1991 – Philips CD                                                                  | Vienna (1762) italiano      | John Eliot Gardiner  | Derek Lee Ragin, Sylvia McNair, Cynthia Sieden                           | English Baroque Soloists e Monteverdi Choir                               |
| 1993 – Forlane CD                                                                  | Berlioz/francese            | Patrick Peire        | Ewa Podleś, Raphaëlle Farman, Marie-Noëlle de Callataÿ                   | Collegium Instrumentale Brugense e Capella Brugensis                      |
| 1994 – Astrée Audivis CD                                                           | Vienna (1762)/ italiano     | Jean-Claude Malgoire | James Thomas Bowman, Lynne Dawson, Claron MacFadden                      | La Grande Écurie et la Chambre du Roy e Coro da Camera di Namur           |
| 1995 – Teldec CD                                                                   | Berlioz/francese            | Donald Runnicles     | Jennifer Larmore, Dawn Upshaw, Alison Hagley                             | Orchestra e Coro della San Francisco Opera House                          |
| 1998 – ARTS CD                                                                     | pasticcio/italiano          | Peter Maag           | Ewa Podleś, Ana Rodrigo, Elena de la Merced                              | Orquesta Sinfonica de Galicia e Coro de la Comunidad de Madrid            |
| 1998 – Naxos CD                                                                    | Vienna (1762)/ italiano     | Arnold Östman        | Kerstin Avemo, Ann-Christine Biel, Maya Boog                             | Coro e Orchestra del Teatro di Drottningholm                              |
| 1999 – Solfa                                                                       | (?)/italiano                | Albert Argudo        | Jordi Domènech, Miki Mori, Cristina Obregón                              | Orquestra Simfònica del Vallés e Coro de los Amics de l'opera de Sabadell |
| 2001 – Harmonia Mundi CD                                                           | Vienna (1762)/ italiano     | René Jacobs          | Bernarda Fink, Verónica Cangemi, Maria Cristina Kiehr                    | Freiburger Barockorchester e RIAS Kammerchor                              |
| 2004 - Archiv CD                                                                   | Parigi (1774)/ francese     | Marc Minkowski       | Richard Croft, Mireille Delunsch, Marion Harousseau, Claire Delgado-Boge | Les Musiciens du Louvre                                                   |
| 2005 - Naxos CD                                                                    | Parigi (1774)/ francese     | Ryan Brown           | Jean-Paul Fouchécourt, Catherine Dubosc, Suzie Le Blanc                  | Orchestra e Coro Opera Lafayette di Washington                            |
| 2010 - Decca CD                                                                    | Parigi (1774)/ francese     | Jesús López Cobos    | Juan Diego Flórez, Ainhoa Garmendia , Alessandra Marianelli              | Coro y Orquesta Titular del Teatro Real di Madrid                         |
| 2015 - Deutsche Grammophon (Archiv)                                                | Vienna (1762)/ italiano     | Laurence Equilbey    | Franco Fagioli, Malin Hartelius, Emmannuelle De Negri                    | Insula Orchestra e Accentus Chamber Choir                                 |
| 2018 - Erato CD                                                                    | pasticcio italiano          | Diego Fasolis        | Philippe Jaroussky, Amanda Forsythe, Emőke Baráth                        | I Barocchisti, Coro Della Radio Televisione Della Svizzera Italiana       |

## Principali incisioni audio non complete
| dati sulla registrazione                                                      | edizione/lingua  | direttore        | interpreti (nell'ordine): Orfeo/Euridice/Amore/Ombra beata | complessi                                                                 |
| ----------------------------------------------------------------------------- | ---------------- | ---------------- | ---------------------------------------------------------- | ------------------------------------------------------------------------- |
| 1935 – Pathé, Columbia/Music Memoria, Pearl, Arcadia CD (edizione abbreviata) | Berlioz/francese | Henri Tomasi     | Alice Raveau, Germaine Feraldy, Jany Delille               | Orchestre Symphonique de Paris e Coro «Alexis Vlassof»                    |
| 1945 - ATS LP (II atto)                                                       | Ricordi/italiano | Arturo Toscanini | Nan Merriman, Edna Philips                                 | NBC Simphony Orchestra e Robert Show Chorale                              |
| 1947 – Decca LP/Grammofono 2000, Dutton CD (selezione)                        | Ricordi/italiano | Fritz Stiedry    | Kathleen Ferrier, Ann Ayars, Zöe Vlachopoulos              | Southern Philharmonic Orchestra e Coro del Glyndebourne Festival          |
| 1952 – RCA, Urania CD (II atto)                                               | Ricordi/italiano | Arturo Toscanini | Nan Merriman, Barbara Gibson                               | NBC Simphony Orchestra e Robert Show Chorale                              |
| 1954 – Heliodor LP (selezione)                                                | Dörffel/tedesco  | Arthur Rother    | Margarete Klose, Anny Schlemm, Rita Streich                | Münchner Philharmoniker e Chor des Bayerischen Rundfunks - Monaco         |
| 1960 – Le Chant du Monde LDC LP & CD                                          | Berlioz/francese | Charles Bruck    | Rita Gorr, Nadine Sautereau, Edith Selig                   | Orchestre Lyrique de Radio France e Chœurs de la Radiodiffusion Française |
| 1960 (o 1962 – EMI LP (selezione)                                             | Dörffel/tedesco  | Horst Stein      | Hermann Prey, Pilar Lorengar, Erika Köth                   | Berliner Symphoniker e Coro da camera della RIAS                          |

## Registrazioni video
| dati sulla registrazione                                                     | edizione/lingua         | direttore/ regista                                 | interpreti (nell'ordine): Orfeo/Euridice/Amore/Ombra beata  | complessi |
| ---------------------------------------------------------------------------- | ----------------------- | -------------------------------------------------- | ----------------------------------------------------------- | --- |
| 1982 - Castle Vision VHS/Pioneer Artists LD/Warner Music Vision - Kultur DVD | Ricordi/italiano        | Raymond Leppard/ Peter Hall                        | Janet Baker, Elisabeth Speiser, Elizabeth Gale              | The London Philharmonic e Coro del Festival di Glynderbourne                                                                   |
| 1991 - Virgin VHS/Pioneer LD/Arthaus DVD                                     | Vienna (1762)/ italiano | Hartmut Haenchen/ Harry Kupfer                     | Jochen Kowalski, Gillian Webster, Jeremy Budd               | Orchestra e Coro della Royal Opera House Covent Garden                                                                         |
| 1991 – Hungaroton DVD                                                        | Vienna (1762) italiano  | György Vashegyi/ Domokos Moldován                  | Derek Lee Ragin, Adrienne Csengery, Anna Pánti              | Orchestra Concerto Armonico Kamarazenekar, coro Tomkins Énekegyüttes e compagnia di danza Közép-Európiai Táncszínház, Budapest |
| 1993 – Kultur DVD                                                            | Parigi (1774)/ francese | Marco Guidarini/ Stefanos Lazaridis                | David Hobson, Amanda Thane, Miriam Gormley,                 | Orchestra e Coro dell'Australian Opera                                                                                         |
| 1998 – Eagle Rock Entertainment VHS/DVD                                      | Vienna (1762)/ italiano | Gustav Kuhn/ Alberto Fassini                       | Bernadette Manca di Nissa, Paula Almerares, Paola Antonucci | Orchestra, Coro e Corpo di ballo del Teatro San Carlo di Napoli                                                                |
| 1999 – EMI/Arthaus Musik/Naxos DVD                                           | Berlioz/francese        | John Eliot Gardiner/ Robert Wilson                 | Magdalena Kožená, Madeline Bender, Patricia Petibon         | Orchestre Révolutionnaire et Romantique e Monteverdi Choir                                                                     |
| 2003 – Farao Classics DVD                                                    | Berlioz/francese        | Ivor Bolton/ Nigel Lowery e Amir Hosseinpour       | Vesselina Kasarova, Rosemary Joshua, Deborah York           | Orchestra e coro della Bayerische Staatsoper di Monaco di Baviera                                                              |
| 2004 - Five Tone DVD                                                         | Berlioz/francese        | Amaury du Closel/ Jacques Bourgeois                | Sylvie Sulle, Sophie de Segur, Isabelle Poulenard           | Camerata de Versailles e Chœur Michel Piquemal                                                                                 |
| 2010 - BAC Blu-ray/DVD                                                       | Parigi (1774)/ francese | Giampaolo Bisanti/ David Alagna                    | Roberto Alagna, Serena Gamberoni , Marc Barrard             | Orchestra e coro del Teatro Comunale di Bologna                                                                                |
| 2011 - UNITEL/C MAJOR Blu-ray/DVD                                            | Vienna (1762)/ italiano | Gordan Nikolić/ Carlus Padrissa (Fura dels Baus)   | Anita Rachvelishvili, Maite Alberola, Auxiliadora Toledano  | Cor de Cambra del Palau de la Música Catalana, Orchestra bandArt                                                               |
| 2014 - DVD Arthaus Musik/Naxos                                               | Vienna (1762)/ italiano | Václav Luks/ Ondrej Halvelka                       | Bejun Mehta, Eva Liebau, Regula Mühlemann                   | Collegium Vocale 1704 & Collegium 1704                                                                                         |
| 2018 - Blu-ray/DVD Concorde                                                  | Parigi (1774)/ francese | Michele Mariotti/ Hofesh Shechter & John Fulljames | Juan Diego Flórez, Christiane Karg, Fatma Said              | Coro e Orchestra del Teatro alla Scala Hofesh Shechter Company (danza)                                                         |
| 2018 - Blu-ray/DVD C Major                                                   | Parigi (1774)/ francese | Harry Bickett/ John Neumeier                       | Dmitry Korchak, Andriana Chuchman, Lauren Snouffer          | Coro e Orchestra della Lyric Opera di Chicago Joffrey Ballet (danza)                                                           |
| 2018 – Naxos DVD                                                             | Berlioz/francese        | Raphaël Pichon/ Aurélien Bory                      | Marianne Crebassa, Helene Guilmette, Lea Desandre           | Orchestra e coro dell'Ensemble Pygmalion                                                                                       |